# Comuna Korostivți, Jmerînka
Korostivți (în ucraineană Коростівці) este o comună în raionul Jmerînka, regiunea Vinnița, Ucraina, formată din satele Korostivți (reședința) și Sloboda-Noskovețka.

## Demografie
Componența lingvistică a satului Korostivți
     Ucraineană (97,12%)
     Rusă (1,88%)
     Alte limbi (0,77%)
Conform recensământului din 2001, majoritatea populației satului Korostivți era vorbitoare de ucraineană (97,12%), existând în minoritate și vorbitori de rusă (1,88%).